# 減重力飛機

減重力飛機的飛行軌跡

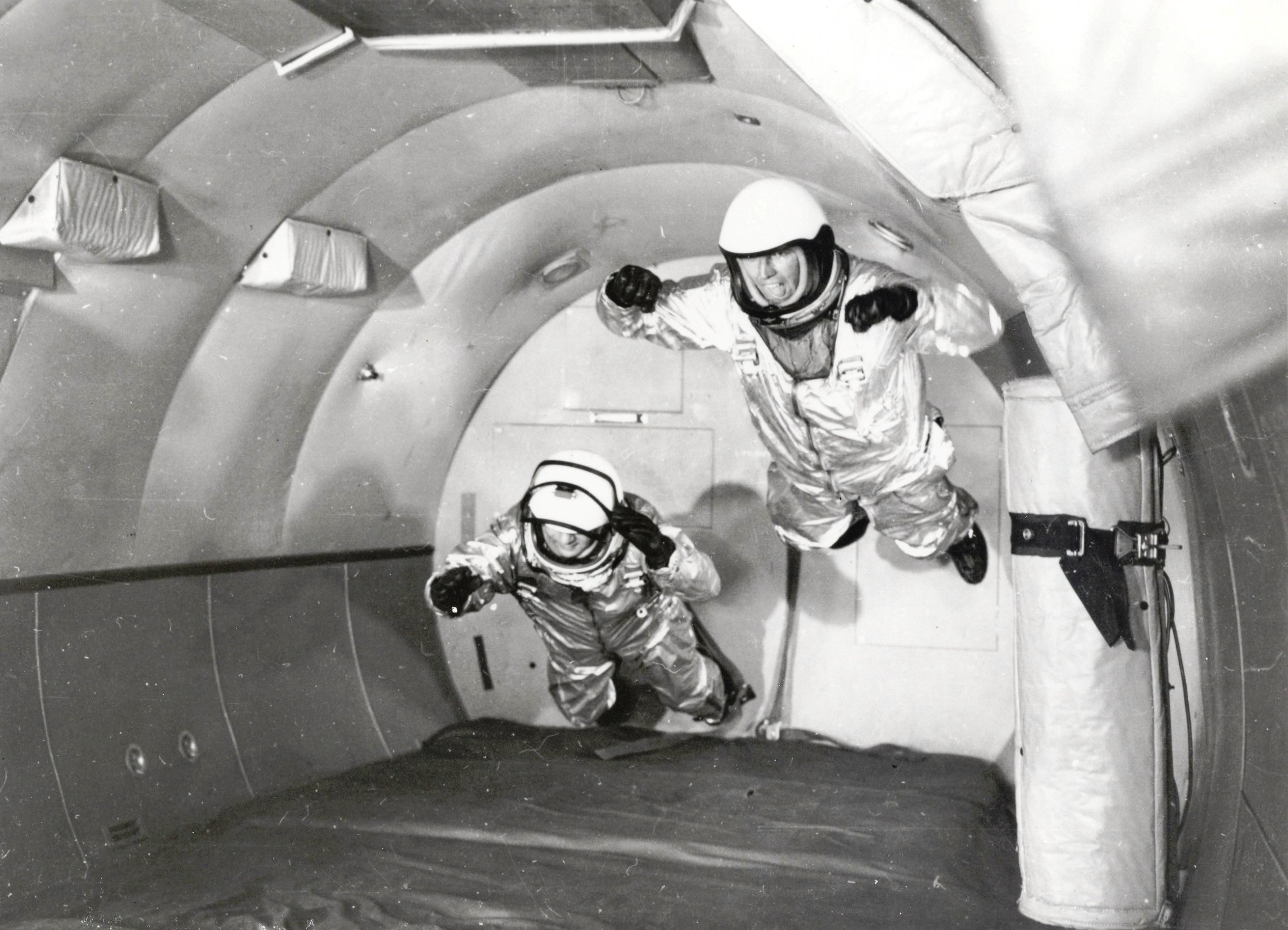
水星計劃太空人在1959年登上減重力飛機

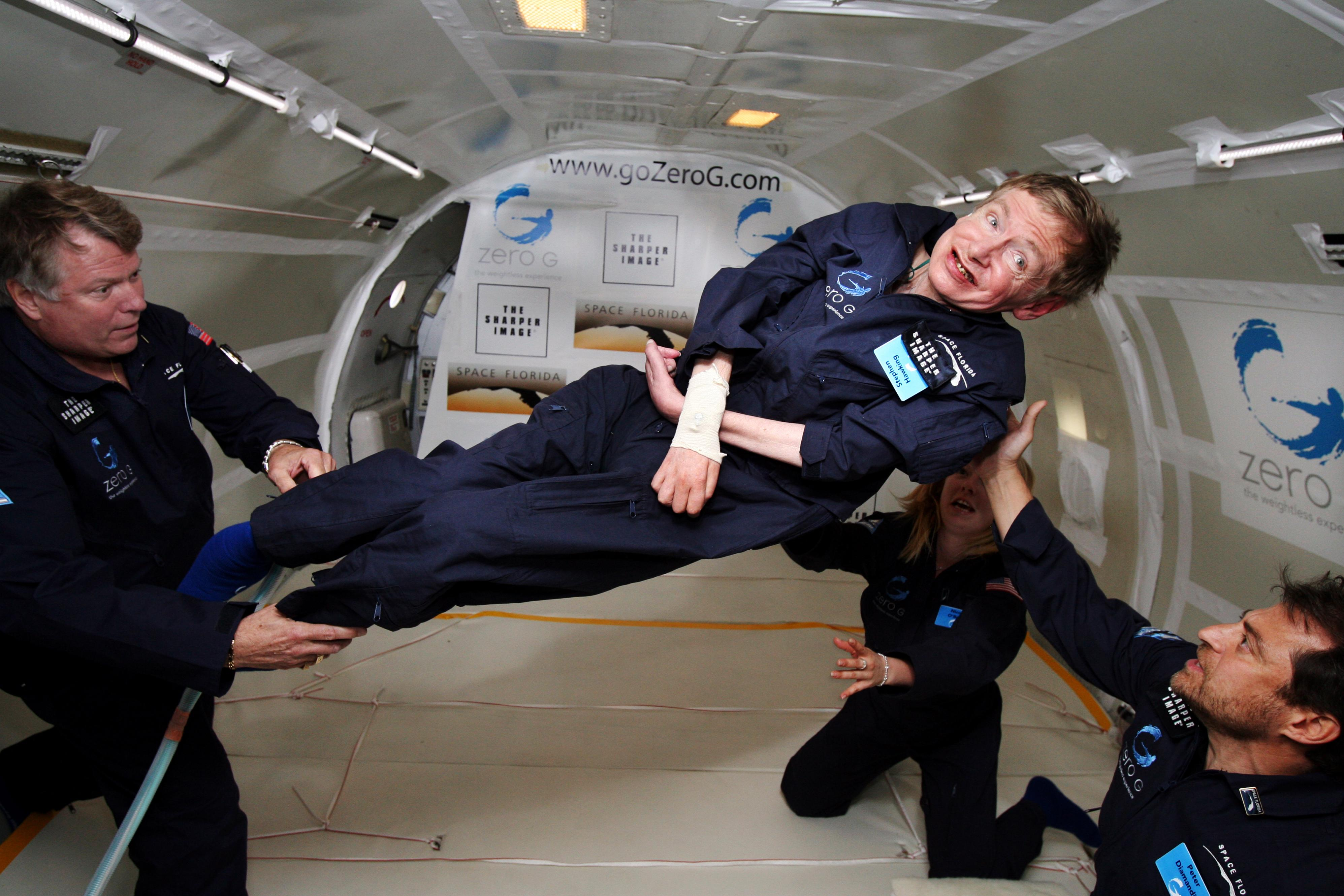
物理學家史蒂芬·霍金在2007年登上減重力飛機

減重力飛機（Reduced-gravity aircraft）是一種固定翼飛機，提供短暫的近乎失重環境，可以進行太空人訓練、研究，或拍攝無重力的電影畫面。
這種飛機是美國太空總署低重力研究項目計畫。其正式的暱稱是「失重奇蹟」（Weightless Wonders），但非官方的綽號「嘔吐彗星」（Vomit Comet）也聞名於世。

## 运行原理
通过遵循一条抛物线的飞行路径，这种飞机能够带给乘客失重体验。当处于这条路径上时，飞机和载荷处于自由落体状态。这种飞机被用来训练宇航员在零重力环境下的行动，在一次65秒的抛物线飞行中，约25秒处于失重状态。在这种训练中，飞机通常会飞40-60次抛物线。大约有三分之二的乘客在飞行中会由于晕机而呕吐，所以这种飞机有了「呕吐彗星」的昵称。

## 外部連結
- Reduced Gravity Research Program
- Flight Opportunities program （页面存档备份，存于）
- Interview with John Yaniec
- About the NASA Reduced Gravity Research Program （页面存档备份，存于）
- ATLAS aerospace is a Russian company that offers reduced-gravity flights in an IL-76 MDK wide-body aircraft